# 김인엽
김인엽(金仁燁, 일본식 이름: 金納仁一郞긴노 진이치로, 金納仁긴노 진, ? ~ ?)은 일제강점기 당시 일본에서 활동했던 기업인이다.

## 생애
생몰년과 본적지 등 정확한 신상은 알려져 있지 않다. 1909년경 일본으로 건너간 뒤부터 히로시마현 야마가타군(山縣郡)에서 붓 제조 업체인 금강모필(金剛毛筆)에서 근무하면서 붓 장수로 명성이 높았다.
1927년 조선인과 일본인 간의 융화를 도모한다는 명분으로 자비를 내어 내선융화(內鮮融和) 위안회를 여러 차례 개최했다. 1931년 6월 20일에는 야마가타군 야에정(八重町) 경찰서 관내 거주 조선인 일동 대표로 후쿠야마시(福山市) 경찰서를 방문하여 "항상 조선인을 이해하고 내선융화를 위해 힘쓴 것에 감사한다."며 야마가타군 야에정 경찰서 관내에 거주하고 있던 조선인 155명으로부터 기부금을 모아 일본인 경찰서장에게 감사장과 기념품 은양배(銀洋盃)을 보내기도 했다.
1931년 7월 19일 히로시마현 야마가타군에서 결성된 친일 단체인 내선융화공조회(內鮮融和共助會)의 회장을 맡은 뒤부터 아라카와 고로(荒川五郞) 전직 중의원 의원, 아사노 나가타케(淺野長武) 후작을 비롯한 히로시마 지역의 일본인 유력자들과 친분을 맺었다. 1934년부터 1939년까지 히로시마현 전역을 오가며 내선융화 강연회를 여러 차례 개최하면서 조선인 지원병 제도를 적극 지지했고, 1937년부터 1939년까지 지원병 위문회와 지원병 제도 축하회를 개최했다.
민족문제연구소의 친일인명사전 수록자 명단의 해외 부문, 친일반민족행위진상규명위원회가 발표한 친일반민족행위 705인 명단에 포함되었다.

## 참고자료
- 친일반민족행위진상규명위원회 (2009). 〈김인엽〉. 《친일반민족행위진상규명 보고서 Ⅳ-4》. 서울. 7~17쪽.